# جيم فولسوم
جيم فولسوم هو سياسي أمريكي، ولد في 9 أكتوبر 1908 في مقاطعة كوفي في الولايات المتحدة، وتوفي في 21 نوفمبر 1987 في كولمان في الولايات المتحدة. نشط حزبياً في الحزب الديمقراطي. وقد انتخب حاكم ألاباما ‏ (17 يناير 1955 – 19 يناير 1959) وانتخب حاكم ألاباما ‏ (20 يناير 1947 – 15 يناير 1951).